# Ossip Lerner
Ossip Lerner (eigentlich Ossip Michailowitsch Lerner, englisch Osip Mikhailovich Lerner, geb. 1847; gest. 1907) war ein jiddischer Autor und Theaterleiter.
1881 begann er mit einer eigenen Theatertruppe jiddische Stücke im Mariinskij-Theater in Odessa aufzuführen, u. a. von N. Schaikewitsch und M. L. Lilienblum. Er übertrug klassische europäische Dramen ins Jiddische wie Karl Gutzkows Uriel Acosta oder Eugène Scribes Die Jüdin.